# Zdarzenie (kognitywistyka)
Zdarzenie – w najbardziej ogólnym systemowym i też popularnym intuicyjnym sensie to taki ciąg zmian w dynamicznym/zmieniającym się środowisku, który może być wyróżniony jako trwający w przedziale czasu (tzn. też skończony), przez jakiegoś obserwatora/(ów).
Z punktu widzenia socjo-kognitywistyki (TOGA meta-theory (ang), Adam Maria Gadomski), zdarzenie to wycinek procesu fizycznego lub dowolnie złożonej akcji (dokonanej lub niedokonanej) charakteryzujący się wspólnymi i specyficznymi dla obserwatora własnościami.
Dlatego też zdarzenie może być np. minione, planowane, oczekiwane i można uczestniczyć w zdarzeniu.
Przyjęty podział procesu lub akcji na zdarzenia ma istotny wpływ na wyniki procesów decyzyjnych), a w przypadku negocjacji wymaga jasnego konsensusu stron. 
Informacja o zdarzeniu może być komunikowana i wykorzystana (np. manipulowana) przez ludzi i organizacje.

## Przykłady
(1.1)   Obserwacja: Wczoraj padał deszcz.  → Zdarzenie: padał deszcz
(1.2)   Obserwacja: Wizyta trwała godzinę od 8 rano.→ Zdarzenie: Wizyta
(1.3)   Obserwacja: Poziom wody podnosił się  →  nie jest zdarzeniem ale stwierdzeniem zachodzącej zmiany, natomiast Poziom wody zaczął się podnosić dotyczy zdarzenia.
(1.4)   Obserwacja: W historii Europy czytałem o Rewolucji Przemysłowej  → Zdarzenie: Rewolucja Przemysłowa.
(1.5)   Obserwacja: Jan właśnie podejmuje decyzje → Zdarzenie: podejmowanie decyzji.